# Carlo Valentini
Carlo Valentini (* 15. März 1982 in San Marino) ist ein san-marinesischer Fußballspieler und aktueller Nationalspieler. Seit der Saison 2017/18 spielt er beim SP La Fiorita.

## Karriere
Valentini begann seine Karriere beim SP Domagnano. 2004 wechselte er zum Ligakonkurrenten SS Virtus, bei dem er zwei Jahre blieb. Anschließend wechselte Valentini nach Italien zu Sporting Novafeltria. Nach zwei Jahren in Italien kehrte er 2008 nach San Marino zurück und unterschrieb einen Vertrag beim SS Murata.
Seit 2002 spielte Valentini 29-mal für San Marino. Ein Tor konnte der Abwehrspieler bislang noch nicht erzielen.

## Trivia
Mit dem Nationalmannschaftskollegen Federico Valentini ist er weder verwandt noch verschwägert.